# Internationale Luchthaven Antwerpen
De Internationale Luchthaven Antwerpen (IATA: ANR, ICAO: EBAW) bevindt zich op 5 kilometer van het stadscentrum van Antwerpen en is grotendeels gelegen op het grondgebied van het Antwerpse district Deurne en de aangrenzende gemeenten Borsbeek en Mortsel. Daarom wordt in de volksmond nog vaak de vroegere naam Luchthaven Deurne gebruikt, ook bekend als ’t plein of vliegplein (van het Franse plaine). Internationaal wordt Antwerp International Airport gebruikt. De luchthaven is eigendom van het Vlaams Gewest. De oppervlakte van het terrein bedraagt 190 ha. Sinds 2014 wordt de luchthaven uitgebaat door de Franse groep EGIS. De concessie voor de uitbating van de luchthaven duurt tot 2039.

## Activiteiten
De regionale luchthaven van Antwerpen is actief op het vlak van lijnvluchten, zakenvluchten en pilotenopleiding. 
TUI fly Belgium voert sinds 2015 reguliere lijnvluchten uit vanaf de luchthaven. In 2025 biedt de touroperator vluchten aan naar 10 bestemmingen. Sinds 2022 verzorgt de Italiaanse maatschappij SkyAlps vluchten naar Bolzano tijdens het winterseizoen. Vanaf 2025 worden deze vluchten het hele jaar door aangeboden. Ook ASL Fly Executive organiseert seizoensgebonden vluchten vanaf Antwerpen, onder andere naar Ibiza en Innsbruck.
De luchthaven fungeert daarnaast als zakenluchthaven. FlyingGroup en ASL Group, twee zakenjetondernemingen, zijn er gevestigd. Ook de chartermaatschappij The Aviation Factory is op de luchthaven actief.
Verder speelt de luchthaven een belangrijke rol in de opleiding van piloten. Opleidingscentra zoals Skywings, EuroPilot Center en ASL Academy hebben hun thuisbasis op de luchthaven. Daarnaast biedt de Royal Antwerp Aviation Club (RAAC) vliegopleidingen aan. Deze club, opgericht in 1927, is de oudste vliegclub van België. Naast vliegscholen en vliegclubs is er ook het Stampe en Vertongen luchtvaartmuseum.
Op de luchthaven worden ook onderhoudsactiviteiten uitgevoerd. Dit zowel aan historische vliegtuigen als aan hedendaagse vliegtuigen. Op de luchthaven vinden ook (helikopter)vluchten plaats die kaderen in het controleren van gasleidingen, onderzoeksactiviteiten, inspectievluchten, orgaantransporten en repatriëring. 
In 2024 verwerkte de luchthaven 208.845 passagiers, vonden er 32.979 vliegbewegingen plaats en werd 1.819 ton vracht vervoerd. In 2019 bereikte de luchthaven een record met 306.330 passagiers.

### Voormalige luchtvaartmaatschappijen
Luxair vloog van januari 2023 tot juni 2024 naar London City airport.
In mei 2019 werd de luchtvaartmaatschappij Air Antwerp opgericht uit het vroegere VLM, zij vlogen vanop de luchthaven, tot juni 2021.
Tussen 1993 en 2008 vloog VLM Airlines van Antwerpen naar London City Airport.

## Geschiedenis

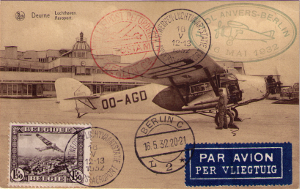
Postkaart naar aanleiding van de eerste vlucht Antwerpen-Berlijn in 1932.

### Ontstaan
Tot 1920 was het Wilrijkse Plein de plek waar het vlieggebeuren zich in Antwerpen afspeelde. Toen dat bebouwd werd, maakten voormalig oorlogsvlieger Jan Olieslagers en de gebroeders Arthur en Emile Van Migem, beiden lid van de Aéro-Club d'Anvers, zich hard voor een nieuwe luchthaven. De vestigingsplaats werd Deurne-Zuid: een locatie tussen de kernen van Borsbeek, Mortsel en Berchem in, maar op grondgebied van de gemeenten Deurne (meer dan de helft van de oppervlakte), Borsbeek en Mortsel. Op 25 mei 1923 werd het vliegveld officieel geopend. In oktober van dat jaar vestigde vliegtuigbouwer en vliegschool Stampe en Vertongen zich bij het vliegveld in Deurne. In 1928 start Sabena een luchtlijn tussen Deurne en Evere, een jaar later start de lijn Antwerpen - Hamburg. In 1927 werd een nieuwe vliegclub opgericht die lang de motor blijft achter de instandhouding van de Antwerpse luchthaven, het toenmalige AAC, nu de RAAC (Royal Antwerp Aviation Club).

### Tweede Wereldoorlog
Er werden grootse plannen gemaakt om van Deurne een internationaal vliegveld te maken. De Tweede Wereldoorlog kwam echter roet in het eten gooien. Voordat de Belgen Antwerpen opgaven, blies de genie het terrein op. De Duitsers egaliseerden het weer en gebruikten het tot 1941 als uitvalsbasis voor het bombarderen van Engeland. Daarna werd het gebruikt als test- en repareervliegveld door de Duitse Erla-fabriek. De Duitsers breidden het vliegveld uit met een betonnen landingsbaan en bij de terugtrekking in 1944 bliezen ze slechts één loods op. Het Britse 132e squadron nam toen zijn intrek op vliegveld B-70 (codenaam van de geallieerden).

### Plannen en tegenslagen (1946-2005)
In 1946 werd het vliegveld weer overgedragen aan het landelijk bestuur. Het duurt nog tot 1947 eer Sabena weer, na enig aandringen van Antwerpen, een lijn opent tussen Deurne en Londen. Vanaf 1952 werden er regelmatig plannen ontwikkeld om Deurne uit te breiden of te verplaatsen. Toen nog vooral vanuit een positief oogpunt, aanhoudende groei en alweer de aspiratie om een internationaal vliegveld te worden. Enkele plannen:
- Verplaatsen naar het militair oefenterrein Brasschaat-Polygoon. Het leger was tegen.
- Verplaatsen naar Vremde-Boechout. De tuinbouwers waren tegen.
- Verplaatsen naar Brecht-Marmerveen. De sanatoria waren tegen.

In 1959 richt Charles van Antwerpen de luchtvaartmaatschappij BIAS op, met als thuishaven Deurne. Vanaf de zestiger jaren kwam Deurne in zwaar weer. Het vliegveld bleek te kort voor de nieuwe generatie straalvliegtuigen. De landelijke politiek, met Alfred Bertrand als minister van verkeerswezen, zag niks in twee internationale vliegvelden, en men koos primair voor Zaventem. De gemeente Antwerpen was net begonnen met het grootschalige tienjarenplan voor de haven en had geen geld over voor het vliegveld. Enkele belangrijke luchtlijnen vielen weg, zoals de helikopterverbinding met Rotterdam en het zeeliedentransport uit Noorwegen. In 1963 richtte de Kamer van Koophandel en Nijverheid van Antwerpen de "Groepering der luchthavenbelangen" op, om de belangen te behartigen bij de gemeente Antwerpen en de landelijke politiek. Burgemeesters Lode Craeybeckx en Maurice Dequeecker van respectievelijk Antwerpen en Deurne, en Havenschepen Delwaide zetten zich in voor behoud en uitbreiding van het vliegveld. In 1964 komt minister Bertrand nogmaals uitleggen dat Deurne alleen zal blijven bestaan totdat er een volwaardige treinverbinding tot stand is gekomen tussen Antwerpen en Zaventem, en hij voorziet een sluiting in 1974. Terwijl Deurne langzaam zijn bestaansrecht herbevestigde - nieuwe luchtvaartmaatschappijen als Delta Air Transport en Sotramat kwamen er zich vestigen - werden er nieuwe plannen gesmeed. De linkerhand van Bertrand, Delauré, voorziet een splitsing van het vliegveld in een commercieel- en een sportvliegveld. De commissie "Luchthaven Antwerpen-Deurne" bracht in 1968 het advies uit om Deurne te verplaatsen naar het vliegveld van Oostmalle. Vanaf 1969 ging het commercieel echter steeds beter met Deurne. KLM intensiveert zijn vluchten op Antwerpen en het Engelse Morton Air Services wilde vanuit Londen op Antwerpen vliegen, maar werd prompt de wind uit de zeilen genomen door Sabena. Een jaar later vloog ook Skyways Air Cargo en weer een jaar later begon British Island Airliner met vliegen tussen Gatwick en Deurne. Tegen 1970 waren er een aantal plannen geopperd.
- Behoud van huidige vliegveld, maar dan alleen de hoogstnoodzakelijke veranderingen aanbrengen.
- Behoud van huidige vliegveld, huidige baan verlengen tot 2800 meter (Studiecentrum van Expansie Antwerpen - KvK)
- Behoud van huidige vliegveld, huidige baan een aantal graden draaien (plan Ghoos)
- Vliegveld verplaatsen naar dat van Oostmalle (commissie "Luchthaven Antwerpen-Deurne")
- Twee luchthavens (Delauré)
- Nieuw vliegveld tussen Rotterdam en Antwerpen, Beneluxversie (plan prof. Kuiler)
- Opheffing vliegveld en alles verplaatsen naar Zaventem.

In 1972 werd Bertrand opgevolgd door Fernand Delmotte en sloeg het landelijk beleid om. Delmotte zag wel het belang van regionale luchthavens. Maar was het verzet tot dan toe vooral uit economisch oogpunt, dan kwam vanaf 1973 belangenverenigingen voor bewoners en milieu in het geweer. In Borsbeek ontstaat Start-Aktiegroep. In Berchem Aktiecomité Leefmilieu en in Mortsel Mortsel Tegen, later gefuseerd tot VATUV. In 1992 begint VLM Airlines zijn activiteiten op Deurne. In 1995 besloot de Antwerpse gemeenteraad dat de Krijgsbaan ondertunneld kon worden om daardoor ruimte te kunnen maken voor een verlenging van de startbaan. Dat zou nog even op zich laten wachten.
Het faillissement van Sabena in 2001 was de eerste grote klap die Antwerpen Airport te verduren kreeg. De luchthaven verloor door de verdwijning van Sabena een aantal waardevolle lijndiensten. Een jaar later, in de zomer van 2002, hing ook de KLM de lijndienst tussen Antwerpen en Amsterdam aan de haak wegens de komst van hogesnelheidstrein Thalys. Door het vertrek van de Nederlandse maatschappij verloor de luchthaven jaarlijks ruim 70.000 passagiers en kwam Deurne opnieuw in zwaar weer. Het vliegveld werd meer en meer een luchthaven voor privé- en zakelijk luchtverkeer, naast de zweefclub en de koninklijke AAC - de RAAC. Uit een meer recenter verleden stamt het vertrek van de Tsjechische maatschappij Discovery Travel. Deze onderneming besloot in januari van 2005 een punt te zetten achter de lijndiensten tussen onder meer Antwerpen en Praag.
Sinds 2006 komt Deurne weer een beetje uit het dal. Voor het verkrijgen van de "ICAO - Aerodrome Certificate" werd besloten de bomen op Fort 3 te kappen, omdat deze de veiligheid in het gedrang brachten. Tegenstanders zagen hierin een vrijbrief voor een verlenging van de start- en landingsbaan. Eind 2006 werden de bomen toch gekapt en werd het certificaat alsnog voor twee jaar vrijgegeven. Op 21 mei 2008 werd het Gewestelijk Ruimtelijk Uitvoeringsplan (GRUP) goedgekeurd waardoor de Krijgsbaan (R11) ter hoogte van de start- en landingsbaan een bocht zal maken en verdiept wordt. Ook zal de startbaan aan de oostkant (kant Borsbeek-Mortsel) enkele meters worden gelift (verhoogd). Daarmee zou de start- en landingsbaan verlengd kunnen worden en is de veiligheid gewaarborgd. De Raad van State heeft dit GRUP echter op 13 augustus 2010 geschorst na een klacht van de gemeenten Borsbeek en Mortsel. De Raad van State oordeelde dat het GRUP strijdig was met de Habitatrichtlijn. Door de verlegging zou de Krijgsbaan immers net naast het als Habitatrichtlijngebied aangeduid fort van Borsbeek komen te liggen.

### Publiek-private samenwerking (2006-heden)

#### Beheer en exploitatie
Bij decreet van 10 juli 2008 voerde de Vlaamse overheid een vorm van publiek-private samenwerking in voor de regionale luchthavens Antwerpen/Deurne en Oostende-Brugge. Daarbij ging de Vlaamse overheid via een Luchthavenontwikkelingsmaatschappij (LOM) instaan voor de infrastructuur en het groot onderhoud, terwijl een privé-partner via een Luchthavenexploitatiemaatschappij (LEM) de exploitatie verzorgt. Hiermee komt een einde aan een lange tijd onderhandelen in verband met de privatisering van de luchthaven. Tot dan was de Luchthaven Antwerpen een dienst van het Departement Mobiliteit en Openbare Werken van de Vlaamse overheid.
Op 19 juli 2013 zette de Vlaamse regering het licht op groen voor de uitbating van de luchthaven door de Franse groep Egis, die van oktober 2014 tot 2039 eigenaar wordt van de uitbater, de Luchthavenontwikkelingsmaatschappij (LEM). Egis verzorgt daarnaast ook de exploitatie van de luchthaven Oostende-Brugge.

#### Europese Unie
De overheidssteun aan deze publiek-private samenwerking vereist de goedkeuring van de Europese Commissie. In 2018 werd dan ook gevreesd dat de overheidssteun binnen deze publiek-private samenwerking de Europese toets niet zou doorstaan. Toch gaf de Commissie in november 2019 haar goedkeuring, zij het met de opmerking dat Vlaanderen/België de procedure niet correct had gevolgd, en dat voor de periode 2019-2024 opnieuw goedkeuring moet gevraagd worden. Uit het – pas in februari 2020 vrijgegeven – besluit werd belangrijk cijfermateriaal weggelaten, in overeenstemming met de richtlijn niet-openbaarmaking. Lokale besturen of burgerverenigingen kunnen deze beslissing niet aanvechten, aangezien zij geen “belanghebbende partij” zijn volgens de Europese wetgeving inzake mededinging. De Europese regelgeving voorziet hoe dan ook een uitdoofscenario voor dit soort overheidssteun tegen 2024.

#### Ondertunneling R11
Voor de ondertunneling van de Krijgsbaan (R11) werd op 22 september 2010 in het kader van de Oosterweelverbinding ook het Masterplan 2020 aangepast. De R11 zou ten vroegste worden ondertunneld van de E313 tot de E19 na het voltooien van het tunnelproject op het BAM-tracé voorzien in 2019. Hoe de werken exact worden uitgevoerd werd niet bekendgemaakt. Voormalig minister Dirk Van Mechelen veronderstelde tijdens het parlementaire commissievergadering van 2 december 2010 dat de ondertunneling van de R11 zou starten ter hoogte van de rotonde in Wommelgem en uiteindelijk zal uitmonden ter hoogte van de bestaande spoorlijn Antwerpen-Lier. Het Masterplan 2020 gaf alleen duidelijkheid over het prioritair ondertunnelen van het stuk Krijgsbaan ter hoogte van de luchthaven (ca. 440 m). In de begroting van 2011 werd een beleidskrediet voorzien van 45 miljoen euro vastgelegd om die ondertunneling van de luchthaven te financieren. De werken voor een kortere tunnel gingen in april 2013 van start, en op 13 december 2015 werd de tunnel ingehuldigd.
Renovatie
In het najaar van 2022 was de luchthaven 5 weken gesloten voor renovatiewerkzaamheden. De start- en landingsbanen werden opnieuw geasfalteerd, verlichting werd vervangen door ledlampen en er werd gewerkt aan riolering en afwatering. Op 26 oktober 2022 werden de activiteiten hernomen en nieuwe bestemmingen aangekondigd.

#### Luchtverkeer
Toen VLM Airlines op 6 augustus 2018 liet weten alle lijnvluchten – op twee na – vanuit Deurne te schrappen, laaide de discussie tussen voor- en tegenstanders van een sluiting van de luchthaven opnieuw op.
Van maart 2018 tot eind augustus 2019 baatte Flybe een route uit naar London Southend Airport. TUI fly gebruikt de luchthaven voor meerdere vluchten per dag naar vakantiebestemmingen. Air Antwerp vloog vanaf 9 september 2019 tot de coronapandemie en het daaropvolgende faillissement in juni 2021 heen en weer naar London City Airport. Vanaf half januari 2023 zal Luxair deze vluchten naar Londen hernemen.
Ten tijde van de coronacrisis in België vlogen er in de maand april 2020 amper 96 mensen via de luchthaven van Deurne, piloten inbegrepen.  in 2022 waren er 239.500 passagiers.
Volgende luchtvaartmaatschappijen zijn actief op de Antwerpse luchthaven:
- Tui Fly: chartervluchten met bestemmingen: Alicante, Ibiza, Innsbruck, Malaga, Murcia, Nador, Palma De Mallorca, Split en Tanger, vanaf 30 juni 2023 ook Tenerife, Heraklion en Antalya, vanaf 3 november 2023 ook Gran Canaria-Las Palmas. Alicante is de bestemming met het grootste aantal passagiers. Vluchten worden uitgevoerd met 3 Embraers 195-E2 met 136 plaatsen. Naar Avignon werd in de zomer van 2021 en 2022 gevlogen.
- ASL Fly Executive: privéjets naar verschillende locaties, onder meer Innsbruck en Ibiza[17]
- Skyalps lijnverbinding naar Bozen/Bolzano 3x per week(Wo-Za-Zo) in de winter (december tot april) en 2x per week(Do-Zo) de rest van het jaar. De vluchten worden uitgevoerd met een Dash8-Q400 met 76 plaatsen.

Door de beperkte lengte van de landingsbaan kan TUI er wel haar Embraer E195-E2-toestellen inzetten, maar geen grotere toestellen, wat er vanaf 27 juli 2024 toe leidde dat de luchtvaartmaatschappij alle vluchten tot 7 oktober weghaalde van deze luchthaven en de luchthaven twee maanden geen lijnvluchten had.

## Luchthavengebouw

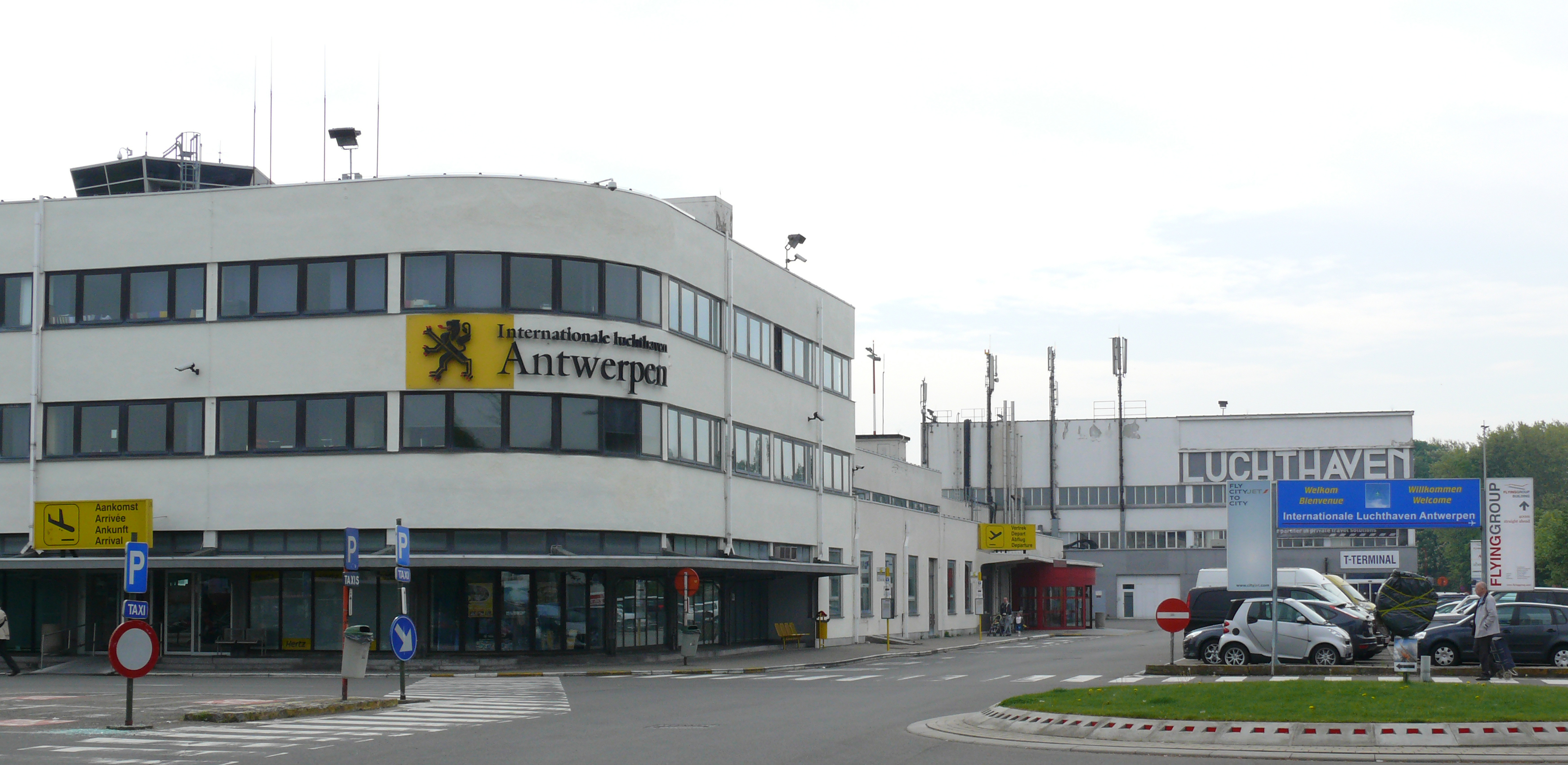
Luchthavengebouw.

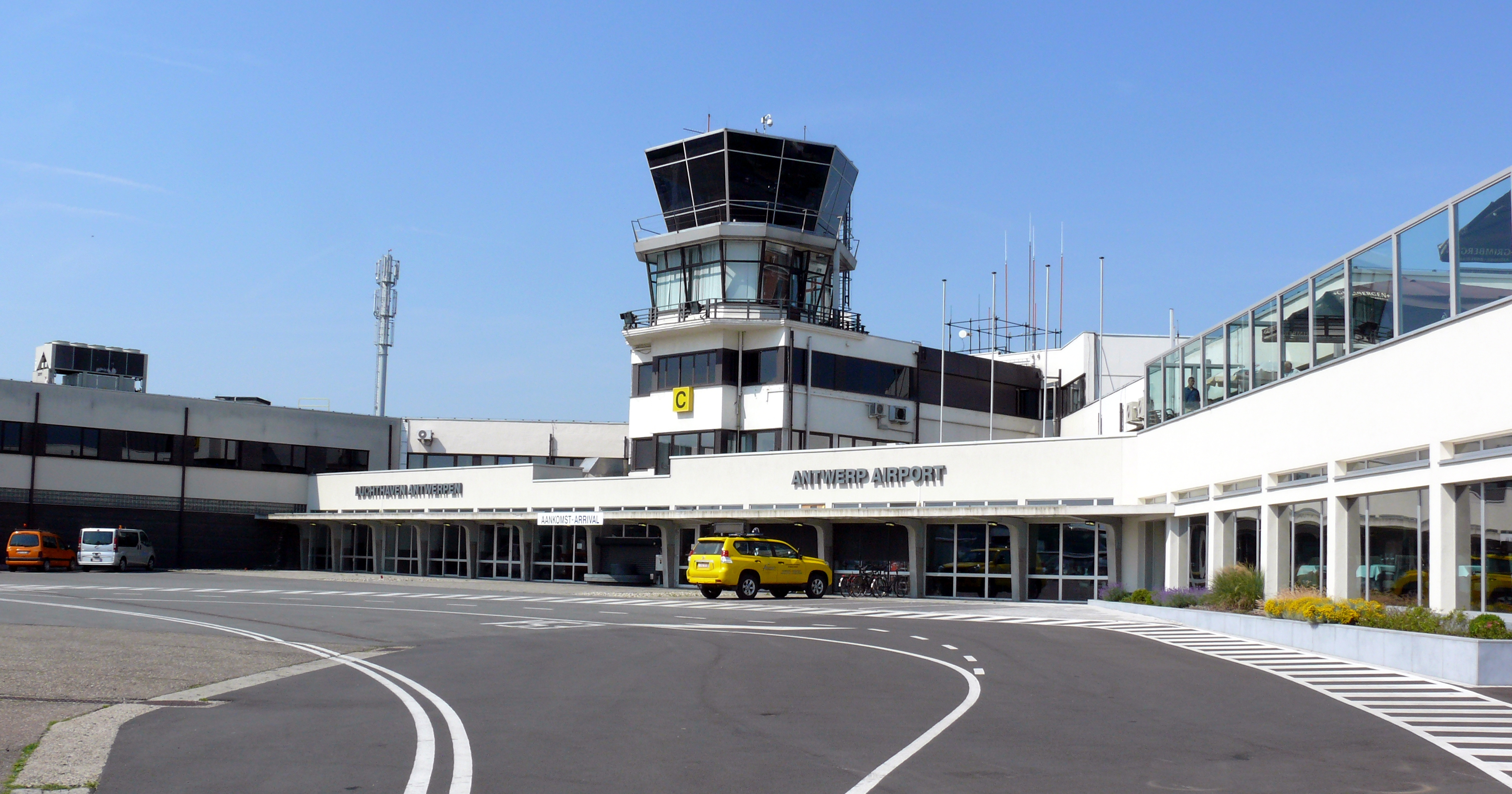
De aankomsthal (zijde vliegveld)

In maart 1929 schreef toenmalig minister van Verkeerswezen Maurice August Lippens een prijsvraag uit voor een nieuw te ontwerpen luchthavengebouw. Er volgden negen inzendingen en de jury, bestaande uit architecten, koos voor het ontwerp van architectenduo Van Riel en Jansen. Lippens kwam echter tot een ander besluit en koos het ontwerp van Stanislas Jasinski. Het was het ontwerp wat de voorkeur had van luchtvaartdeskundigen en was het goedkoopst om bouwen. Het is een duidelijk voorbeeld van het modernisme, en tegenwoordig een van de weinige overgebleven luchthavengebouwen van zijn tijd. Op 10 september 1930 werd het officieel geopend. Tot 1980 bleef het gebouw redelijk ongewijzigd. Daarna werd het sluimerend gerenoveerd en aangepast, totdat in 2000 een masterplan tot stand kwam om het gebouw en het gehele vliegveld te moderniseren met behoud van het gebouw. Het vernieuwde luchthavengebouw werd op 20 april 2017 in gebruik genomen.

## Spoorwegstation bij het luchthavengebouw
Reeds jaren zijn er plannen om een spoorwegstation voor reizigers, waarvan reeds een goederenkoer bestaat, op spoorlijn 27A aan de parking in de buurt van het Deurnese luchthavengebouw op te richten. Dit station zou dan het station Mortsel aan de Deurnestraat op de spoorlijnen 15 en 27 moeten aanvullen of vervangen.

## Statistieken
Vanwege een beveiligingsprobleem met de MediaWiki Graph-software is het momenteel niet mogelijk deze grafiek weer te geven. Zodra de software is bijgewerkt zal de grafiek vanzelf weer zichtbaar worden.
| Jaar | Passagiers | Verschil met vorige jaar | Vluchtbewegingen | Verschil met vorige jaar | Cargo (ton) | Verschil met vorige jaar |
| ---- | ---------- | ------------------------ | ---------------- | ------------------------ | ----------- | ------------------------ |
| 2021 | 146.858    | 066,8%                   | 42.181           | 060,3%                   | 1.145       | 087,4%                   |
| 2020 | 88.036     | 071,3%                   | 26.307           | 027,7%                   | 611         | 076,5%                   |
| 2019 | 306.330    | 02,6%                    | 36.372           | 08,6%                    | 2.604       | 05,8%                    |
| 2018 | 298.403    | 09,3%                    | 39.495           | 05,3%                    | 2.454       | 011,5%                   |
| 2017 | 273.130    | 01,15%                   | 37.509           | 09,40%                   | 2.202,6     | 01,04%                   |
| 2016 | 276.311    | 024,95%                  | 41.401           | 08,60%                   | 2.179,9     | 041,21%                  |
| 2015 | 221.138    | 082,22%                  | 45.296           | 03,58%                   | 1.543,7     | 0355,64%                 |
| 2014 | 121.357    | 011,43%                  | 43.732           | 00,86%                   | 338,8       | 05,32%                   |
| 2013 | 137.015    | 02,23%                   | 43.361           | 07,67%                   | 357         | 016,71%                  |
| 2012 | 140.140    | 015,62%                  | 46.962           | 010,89%                  | 428,6       | 01,28%                   |
| 2011 | 166.078    | 01,99%                   | 52.701           | 01,93%                   | 423,2       | 00,45%                   |
| 2010 | 162.840    | 03,90%                   | 51.703           | 014,21%                  | 421,3       | 08,25%                   |
| 2009 | 169.446    | 04,25%                   | 60.266           | 07,48%                   | 459,2       | 017,44%                  |
| 2008 | 176.971    | 01,21%                   | 56.072           | 08,69%                   | 556,2       | 04,71%                   |
| 2007 | 174.858    | 018,27%                  | 51.589           | 06,24%                   | 531,2       | 022,17%                  |
| 2006 | 147.849    | 03,58%                   | 55.023           | 00,28%                   | 682,5       | 046,33%                  |
| 2005 | 142.737    | 06,51%                   | 54.871           | 05,61%                   | 466,4       | 08,95%                   |
| 2004 | 152.682    | 09,72%                   | 58.132           | 09,61%                   | 428,1       | 013,55%                  |

### Overheidssteun
De publiek-private samenwerking met Egis, waarvan de essentiële bepalingen ondanks de openbaarheid van bestuur niet bekend werden gemaakt, ligt onder vuur:
- de jaarlijkse vergoeding die Egis betaalt voor exploitatie (rond 250.000 euro) staat niet in verhouding tot de ruim 80 miljoen euro investeringen van de overheid in de luchthaven
- Egis verkreeg kosteloos de concessies (meestal huur) die externe bedrijven op de luchthaven betalen (geraamd op 1 miljoen euro)
- de gebouwen en gronden van de luchthaven zouden voor een abnormaal laag bedrag zijn ingebracht in de LEM, waarvan Egis 25 jaar eigenaar is

Als conclusie wordt aangevoerd dat de luchthaven structureel onrendabel is, en zonder financiële steun van de Vlaamse overheid niet kan overleven. Een in juli 2022 bekend geraakte kosten-batenanalyse, door de Vlaamse regering besteld, bevestigt dat het haast onmogelijk is om de drie Vlaamse regionale luchthavens rendabel te maken. Voor de luchthavens van Antwerpen en Kortrijk zou een sluiting de meest efficiënte oplossing zijn.

### Uitbreiding startbaan
Reeds vanaf 1973 kwamen plaatselijke verenigingen voor bewoners en milieu in verzet tegen de luchthaven.
Bij het uitvoeren van de tunnelwerken (R11) en de daarop volgende aanpassing van de startbaan (2013-2015) werden bouwovertredingen begaan: niet-vergunde verhardingen en onwettig ingenomen gronden, ten nadele van het openbaar domein, de landbouwzone en de gemeente Borsbeek. Deze schendingen van de stedenbouwkundige vergunning, meer bepaald van het nog steeds geldige gewestplan uit 1979, werden door burgergroepen aangetoond, en bevestigd door betrokken ambtenaren. In november 2019 werd de verlenging van de startbaan voor de rechtbank betwist. De actiegroep ‘Verlenging Nooit’ was van oordeel dat de uitbreiding van de luchthaven niet strookt met de vergunningen, en dus illegaal is. De stad Mortsel en de gemeenten Borsbeek en Boechout stelden zich burgerlijke partij in de zaak, die in 2020 voor de correctionele rechtbank van Antwerpen kwam. De rechtbank verklaarde de vordering in november 2020 onontvankelijk. Het Hof van beroep buigt zich in december 2022 weer over deze materie.

### Milieuvergunning
Een aanpassing in de milieuvergunning – de woorden “10.000 vluchten” werd vervangen door “18.000 bewegingen” – leidde in 2020 tot ongerustheid bij de gemeenten Boechout, Borsbeek en Mortsel. Die trokken daarop naar de Raad voor Vergunningsbetwistingen en kregen er gelijk: de huidige milieuvergunning blijft bestaan, maar mag enkel gewijzigd worden na een correcte overlegprocedure.
In juli 2024 werd bekend dat de omgevingsvergunning van de luchthaven werd vernieuwd voor onbepaalde duur, zij het “onder strikte voorwaarden”, met onder meer een nachtsluiting 23-7 uur (tot dan 23-6u30). Milieugroepen kondigden aan in beroep te zullen gaan tegen de beslissing.

### Functie en ligging
Het ruimtebeslag van de luchthaven in het dichtbevolkte stadsgewest Antwerpen is critici een doorn in het oog. De bestemming als zakenluchthaven, zoals ook voorgesteld in het officiële Routeplan 2030 uit 2018, is bezwaarlijk te onderbouwen met (zaken-)passagiersaantallen.
De ligging van de luchthaven, op nauwelijks 35 km van Brussels Airport, strookt niet met de Europese spreidingsnorm van minstens 100 km.